# Fireflies
Fireflies (dt. Glühwürmchen) ist ein Popsong des Musikprojekts Owl City, der als die erste Single des zweiten Albums Ocean Eyes veröffentlicht wurde. Der Song debütierte auf Platz 97 in den Billboard Hot 100, wurde später ein Hit und erreichte Platz eins in den Billboard Hot 100. Das Album erreichte Platz 8 in den Billboard 200.

## Musikvideo
Im Musikvideo zu Fireflies spielt Adam Young auf einer Lowrey-Orgel in einem mit Spielzeugen gefüllten Raum, in dem die meisten (Astronaut, Roboter usw.) zum Leben erwachen. Die Regie führte Steve Hoover. Das Video hatte eine exklusive Premiere auf der MySpace-Seite von Owl City, wurde aber auf YouTube bereits Stunden vorher veröffentlicht. Dort verzeichnet es über 529 Millionen Aufrufe (Stand April 2024).

## Kommerzieller Erfolg
Der Song erreichte als erstes Platz 38 in den Billboard Rock Charts, Platz 27 in den Alternative Charts und Platz eins in den Hot Digital Song Charts. Der Song debütierte zwar auf Platz 97 in den Billboard Hot 100, wurde allerdings zur meistheruntergeladenen Dance-Pop-Single aller Zeiten und erreichte damit Platz 1 in den iTunes-Charts; am 7. und 21. November 2009 stieg der Song auf Platz eins in den Billboard Hot 100 auf. Zusammenfassend hat der Song insgesamt zwei Wochen auf Platz eins der Billboard Hot 100 verbracht. Der Song wurde insgesamt 1.574.678-mal heruntergeladen. Der Song erreichte darüber hinaus Platz 2 in den kanadischen Charts und Platz 1 in den kanadischen Digital Song Charts.

### Chartplatzierungen
Fireflies erreichte in Deutschland Rang sechs der Singlecharts und hielt sich sieben Wochen in den Top 10 und 33 Wochen in den Charts. Für Owl City war dies der erste von zwei Charterfolgen in den deutschen Singlecharts. Bis heute konnte sich keine Single von ihm höher und länger in Deutschland platzieren. 2010 belegte Fireflies den ersten Rang der Jahrescharts in den deutschen Airplaycharts, was es zum meistgespielten Radiohit des Jahres macht.
| ChartsChartplatzierungen       | Höchstplatzierung | Wochen |
| ------------------------------ | ----------------- | ------ |
| Deutschland (GfK)              | 6 (33 Wo.)        | 33     |
| Österreich (Ö3)                | 2 (30 Wo.)        | 30     |
| Schweiz (IFPI)                 | 4 (32 Wo.)        | 32     |
| Vereinigte Staaten (Billboard) | 1 (29 Wo.)        | 29     |
| Vereinigtes Königreich (OCC)   | 1 (38 Wo.)        | 38     |

| ChartsJahrescharts (2010)      | Platzierung |
| ------------------------------ | ----------- |
| Deutschland (GfK)              | 36          |
| Österreich (Ö3)                | 27          |
| Schweiz (IFPI)                 | 28          |
| Vereinigte Staaten (Billboard) | 30          |
| Vereinigtes Königreich (OCC)   | 6           |

### Auszeichnungen für Musikverkäufe
| Land/Region                  | Auszeichnungen für Musikverkäufe (Land/Region, Auszeichnung, Verkäufe) | Verkäufe   |
| ---------------------------- | ---------------------------------------------------------------------- | ---------- |
| Australien (ARIA)            | 7× Platin                                                              | 490.000    |
| Belgien (BRMA)               | Gold                                                                   | 15.000     |
| Brasilien (PMB)              | Platin                                                                 | 60.000     |
| Dänemark (IFPI)              | 2× Platin                                                              | 180.000    |
| Deutschland (BVMI)           | Platin                                                                 | 300.000    |
| Italien (FIMI)               | Gold                                                                   | 15.000     |
| Neuseeland (RMNZ)            | 4× Platin                                                              | 120.000    |
| Schweden (IFPI)              | 2× Platin                                                              | 80.000     |
| Schweiz (IFPI)               | Gold                                                                   | 15.000     |
| Spanien (Promusicae)         | Gold                                                                   | 30.000     |
| Vereinigte Staaten (RIAA)    | Diamant                                                                | 10.000.000 |
| Vereinigtes Königreich (BPI) | 3× Platin                                                              | 1.800.000  |
| Insgesamt                    | 4× Gold · 20× Platin · 1× Diamant ·                                    | 13.105.000 |